# 장석복
장석복(Sukbok Chang, 1962년 8월 1일~)은 대한민국의 유기화학자이다. KAIST 화학과 교수, 기초과학연구원 분자활성 촉매반응 연구단장이다. 김대식, 서영준 교수와 함께 2013년도 한국과학상을 수상했다.

## 학력
- 고려대학교 학사
- KAIST 유기화학 석사(지도교수: 김성각)
- 하버드대학교 유기화학 박사(지도교수: 에릭 제이콥슨)

## 수상
- 2013 한국과학상
- 2019 대한민국 최고과학기술인상
- 2022 호암상[2]